# Cantó de Vic en Fesensac
Vic en Fesensac és un cantó del departament francès del Gers, amb les següents comunes:
- Basian
- Bèlmont
- Calhavet
- Calhan
- Castilhon de Vaths
- Casaus
- Maramvath
- Miranas
- Preneron
- Rigapeu
- Ròcabruna
- Senta Aralha
- Sent Joan Potge
- Tudèla
- Vic en Fesensac

## Història
| Data d'elecció                           | Identitat       | Partit        | Qualitat |
| ---------------------------------------- | --------------- | ------------- | -------- |
| 1988-2008                                | Francis Céretto | Divers droite |          |
| 2008-                                    | Robert Frairet  | Divers droite |          |
| les dades anteriors no són pas conegudes |                 |               |          |

| 1962  | 1968  | 1975  | 1982  | 1990  | 1999  | 2006  |
| ----- | ----- | ----- | ----- | ----- | ----- | ----- |
| 6.057 | 6.864 | 6.579 | 6.451 | 6.078 | 5.862 | 6.006 |